# Phalera argenteolepis
Phalera argenteolepis är en fjärilsart som beskrevs av Alexander Schintlmeister 1997. Phalera argenteolepis ingår i släktet Phalera och familjen tandspinnare. Inga underarter finns listade i Catalogue of Life.